# Парохијска црква Светог Илије у Жегру
Парохијска црква Светог Илије се налазила у Жегру, насељеном месту на територији општини Гњилане, на Косову и Метохији. Припадала је Епархији рашко-призренске Српске православне цркве.
Црква посвећена Светом Пророку Илији саграђена је 1931. године.

## Разарање цркве 1999. године
Након доласка америчких снага КФОР-а, црква је опљачкана и оскрнављена а затим спаљена (кров срушен), од стране локалних албанаца у јуну 1999. године. Тада су спаљене и две црквене зграде, а на црквеном гробљу срушени су крстови и споменици.